# Jean-Baptiste Jupille
Pour les articles homonymes, voir Jupille.
Jean-Baptiste Jupille, dit « le berger Jupille », né à Port-Lesney le 30 novembre 1869 et mort à Joinville-le-Pont le 29 septembre 1923, est l'un des tout premiers patients soignés pour la rage par Louis Pasteur.

## Un berger enragé soigné par Louis Pasteur
En octobre 1885, Jean-Baptiste Jupille est mordu par un chien enragé alors qu’il essaie de maîtriser la bête furieuse s’attaquant à des enfants à Villers-Farlay dans le Jura. Le maire du village demande alors à Louis Pasteur, professeur à l'École normale supérieure de Paris, de tenter le traitement pour Jupille.
Émile Mâle, historien de l’art religieux, raconte ainsi les évènements : « L’année [1885] s’avançait lorsqu’un grand événement bouleversa l'École. Pasteur savait qu’il avait découvert le vaccin de la rage, mais il n’en avait pas encore fait l’application à un homme. On lui amena un matin dans son laboratoire de l'École un jeune berger nommé Jupille, qui venait d’être mordu par un chien enragé. La médecine ne pouvait que le laisser mourir. Pasteur, profondément ému, sentait que s’il réussissait, il apportait aux hommes un présent sans prix, le vaccin. Pendant les jours d’incubation, l'École entière fut dans l’anxiété ; mais quand nous apprîmes le succès, ce fut une joie débordante. Nous sentions que nous venions d’assister à un des événements de l’histoire du monde et nous étions fiers de notre grand ancien, dont tous les peuples allaient bientôt répéter le nom ».
Jean-Baptiste Jupille est le deuxième vacciné après l’Alsacien Joseph Meister (le 6 juillet 1885). Ses injections ont été effectuées au laboratoire de Pasteur à l'École normale, la première le 20 et la dernière le 30 octobre 1885.
Grâce à l'intervention de Pasteur devant l'Académie française dont il est membre, Jean-Baptiste Jupille se voit décerner le prix Monthyon (1000 francs), destiné à « récompenser un Français pauvre qui se sera fait remarquer par une action héroïque. »
Il devient ensuite employé à l'Institut Pasteur, créé par le savant à Paris, comme laborantin, puis concierge et enfin gardien-chef. Il y retrouve l’autre célèbre vacciné Joseph Meister.
Retraité, il s’installe dans une maison du quartier de Polangis à Joinville-le-Pont, aujourd’hui dans le Val-de-Marne, où il est mort le 29 septembre 1923. Il est inhumé au cimetière de Joinville-le-Pont avec son épouse Alexandrine dite Marie Guerbet (1874-1947) dont il a eu trois enfants.

## Commémoration
Le petit berger Jupille est représenté sur un billet de cinq francs émis le 5 mai 1966 par la Banque de France et en circulation jusqu'en 1972. Jean-Baptiste Jupille apparaît à l’avers du billet, dans la reproduction du bronze sculpté par Émile-Louis Truffot, pour commémorer sa lutte avec le chien enragé. La sculpture figure sous la voûte de la crypte mortuaire de Pasteur.
À Villers-Farlay, une fresque sur le mur de la mairie et une statue de Pasteur rappellent leur souvenir.
À Joinville-le-Pont, le nom de Jean-Baptiste Jupille a été donné, le 30 septembre 1995, au centre municipal de santé, fermé plus tard par le conseil municipal, le 17 décembre 2003.